# Novacekita
La novacekita es una serie de dos minerales con el mismo nombre, ambos son uranilo-arsenatos y por tanto de la clase de los minerales fosfatos, y dentro de esta pertenece al llamado «grupo de la autunita». Fue descubierta en 1951 en una mina del distrito de los Montes Metálicos Centrales en los montes Metálicos, en el estado de Sajonia (Alemania), siendo nombrada así en honor del mineralogista checo Radim Novacek, por su contribución a la mineralogía del uranio.

## Las dos especies minerales

### Características químicas
El término novacekita se corresponde con dos minerales, aceptados por la Asociación Mineralógica Internacional como dos especies distintas, aunque se diferencian tan sólo en el grado de hidratación de su fórmula molecular. Químicamente son uranilo-arseniato de magnesio hidratado:
- Novacekita-I: Mg(UO2)2(AsO4)2·12H2O
- Novacekita-II: Mg(UO2)2(AsO4)2·9H2O

Ambos pertenecen al grupo de la autunita, donde se encuadran todos los uranilo-fosfatos y uranilo-arsenatos.
La novacekita-I es muy inestable bajo condiciones ambientales y rápidamente se deshidrata a novacekita-II. Por ello, la mayoría de los especímenes que existen en las colecciones de minerales corresponden a esta segunda.

### Sistema cristalino
La mayoría de la bibliografía les atribuye un sistema cristalino tetragonal, con cristales dipiramidales, aunque estudios recientes han demostrado que su distinta fórmula química se corresponde con una distinta estructura del cristal, de forma que:
- Novacekita-I sería del sistema cristalino triclínico, tipo pinacoidal.
- Novacekita-II sería sistema monoclínico, tipo prismático.

## Formación y yacimientos
Aparece en las zonas de oxidación de los yacimientos hidrotermales de minerales polimetálicos contiendo uranio.
Suele encontrarse asociado a otros minerales como: zeunerita, uranofano, schoepita, paraschoepita, arsenuranilita, metazeunerita, uranospinita, calcopirita, arsenopirita o blenda.

## Usos
Se extrae como mena del estratégico mineral de uranio.